# رونی تالوکدار
رونی تالوکدار (انگلیسی: Rony Talukdar؛ زادهٔ ۱۰ اکتبر ۱۹۹۰) بازیکن کریکت اهل بنگلادش است.